# Apsilochorema moselyi
Apsilochorema moselyi är en nattsländeart som beskrevs av Ross 1951. Apsilochorema moselyi ingår i släktet Apsilochorema och familjen Hydrobiosidae. Inga underarter finns listade i Catalogue of Life.